# Albella
Albella (Albella o Albiella en aragonés) es una localidad española perteneciente al municipio de Fiscal, en el Sobrarbe, provincia de Huesca, Aragón. Se encuentra en el valle del Ara.

## Toponimia
Aparece citado en los documentos históricos a partir de 1069 como Albella, Albellya y Aluella.